# شتاين بيرغ يوهانسن
شتاين بيرغ يوهانسن (بالنرويجية البوكمول: Stein Berg Johansen)‏ هو لاعب كرة قدم ومدرب كرة قدم نرويجي في مركز الهجوم، ولد في 10 يونيو 1969 في Svolvær ‏ في النرويج. شارك مع منتخب النرويج تحت 21 سنة لكرة القدم. أما مع النوادي، فقد لعب مع ترومسو إيدريتسلاغ ونادي لين.

## وصلات خارجية
- شتاين بيرغ يوهانسن على موقع اتحاد النرويج (النرويجية)
- شتاين بيرغ يوهانسن على موقع قاعدة بيانات كرة القدم.إي يو (الإنجليزية)